# Ferrari 166 S
Ferrari 166 S е спортен състезателен автомобил, еволюция на Ferrari 125 S, произвеждан от Ferrari, който е превърнат в спортен шосеен автомобил в лицето на Ferrari 166 Inter. Само 39 бройки са произведени от Ferrari 166 S, последвани скоро след това от Ferrari 166 Mille Miglia (MM), което било произвеждано в доста по-голяма бройка от 1949 г. до 1952 г. 166 MM били в действителност обновени 166 S и реално били колите, които спечелили много от международните победи за фирмата и направили Ferrari сериозен съперник в състезателния свят. Моделът споделя тръбното си шаси, направено от Аурелио Лампреди и окачването си с двойни триъгълни носачи/твърд заден мост с Ferrari 125 S. Също като при 125 S, 166 S има междуосие от 2,420 mm. 39 бройки са произведени от представянето му на автосалона в Торино през 1948 г. до спирането му от производство през 1950 г. 166 S е заменено от 2.3-литровия модел 195 S през 1950 г. Първите модели 166 Inter са с дизайн, проектиран от Карло Андерлони от Carrozzeria Touring. Състезателните 166 S са били с каросерии, главно произвеждани от Carrozzeria Allemano
1.5-литровият V12 двигател, дело на Джокино Коломбо от Ferrari 125 S бил променен. Вече двигателят използвал вместо два разпределителни вала един, а работният обем бил увеличен на два литра (1,995 куб. см). Увеличаването на обема било постигнато чрез увеличаване и на диаметъра на буталото, и на хода на буталото му до 60 mm на 58.8 mm респективно. Максималната мощност била вдигната от 111 к.с. на 141 к.с. при 6,000 об./мин и е имал от един до три карбуратора.
Списанието Motor Trend Classic определя Ferrari 166 MM Barchetta като номер шест в тяхната класация за десетте най-велики модела на Ферари за всички времена.

## Бройки
Девет бройки 166 Spider Corsa и три 166 Sport са произведени. Най-старият модел на Ferrari, още съществуващ, с неоспорима оригиналност е с номер на шасито VIN#002C и е 166 Spider Corsa, който първоначално е бил 159 и е собственост на Джеймс Гликенхаус. #0052M, Ferrari 166 MM Touring Batchetta от 1950 г. е била открита в плевня и е показана пред публиката за пръв път от 1959 г. през август 2006 г. в брой на списание Cavallino.

## Състезания
Състезателните автомобили Ferrari 166 спечелили Миле Миля през 1948 г. и през 1949 г. Колите били управлявани от Клементе Биондети и Джузепе Навоне през първата година и от Биондети и Еторе Салани през следващата. През 1949 г., Ferrari 166 печели и 24-те часа на Льо Ман под управлението на Луиджи Чинети и Лорд Селсдън, 166 печели и състезанеието Тарга Флорио, управлявана от Клементе Биондети и Игор Трубецкой, правейки го единственият автомобил, който да спечели и трите състезания. През същата година друго 166 печели и 24-те часа на Спа.
Шаси от Ferrari 166, но с по-голям двигател, взет от Ferrari 195, печели Миле Миля отново през 1950 г. с пилоти Джанино Марцото и Марко Кросара.

## Цитат в песен
Ferrari 166 е ознаменувана в песен на Rush от албума им Moving Pictures. Песента Red Barchetta, разказваща футуристична история за човек, борещ се с потисническо общество, е била вдъхновена от кратката история на Ричард Фостер „Приятна сутрешна разходка“. Историята е била публикувана през ноември 1973 г. в брой на списание Road & Track. В оригиналната история, протагонистът кара MG MGB. Като бивш собственик на MGB Нийл Пърт създава текста на песента, но променя колата на протагониста от MGB в колата на мечтите си – червена барчета.